# Mia Malkova
Mia Malkova, rodným jménem Melissa Ann Hevner (* 1. července 1992 Palm Springs, Kalifornie), je americká pornografická herečka a částečně i twitch streamerka.
Na platformě Twitch.tv živě vysílá svůj gameplay, převážně z her World of Warcraft a Zaklínač 3: Divoký hon.

## Kariéra
Malkova byla do pornografického filmového průmyslu zasvěcena pornoherečkou Natashou Malkovou, která byla od druhé třídy její nejlepší kamarádkou.
Malkova byla "Twistys Treat of the Month" v prosinci roku 2012 a v roce 2013 "Twistys Treat of the Year". Vybrala si jméno Mia Malkova kvůli ruskému přízvuku. Myslí si, že je to více atraktivní a sexy jméno.

## Osobní život
Malkova je zčásti Francouzka, Kanaďanka, Němka a Irka. Má bratra, který taktéž pracuje v pornografickém průmyslu a to pod uměleckým jménem Justin Hunt.
20. července 2014 se vdala za pornohvězdu Dannyho Mountaina, který oznámil svatbu na Twitteru.

## Ocenění
| Ocenění  | Datum ceremoniálu | Kategorie        | Výsledek  |
| -------- | ----------------- | ---------------- | --------- |
| Cena AVN | 2014              | Best New Starlet | vítězství |